# Hendecaneura
Hendecaneura là một chi bướm đêm thuộc phân họ Olethreutinae trong họ Tortricidae.

## Các loài
- Hendecaneura apicipictum Walsingham, 1900
- Hendecaneura axiotima (Meyrick in Caradja & Meyrick, 1937)
- Hendecaneura cervinum Walsingham, 1900
- Hendecaneura himalayana Nasu, 1996
- Hendecaneura impar Walsingham, 1900
- Hendecaneura rhododendrophaga Walsingham, 1900
- Hendecaneura shawiana (Kearfott, 1907)